# Ventridens arcellus
Ventridens arcellus är en snäcka som beskrevs 1976 av Leslie Raymond Hubricht. Arten ingår i släktet Ventridens och familjen Zonitidae. Arten förekommer i Nordamerika ochnga underarter finns listade i Catalogue of Life.